# Thurnham (Kent)
Thurnham is een civil parish in het bestuurlijke gebied Maidstone, in het Engelse graafschap Kent met 1207 inwoners.

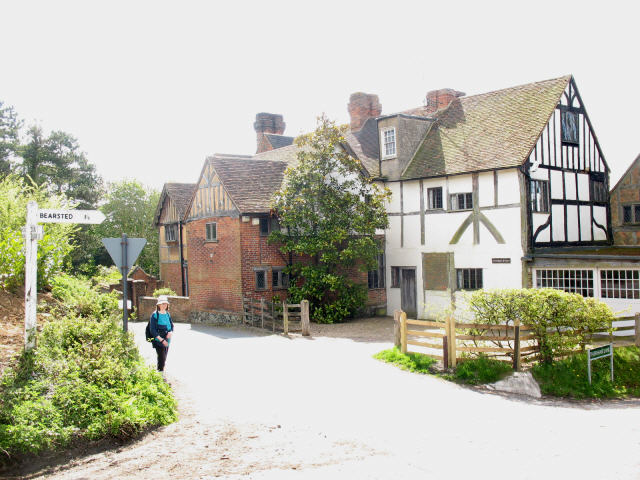
Thurnham Friars
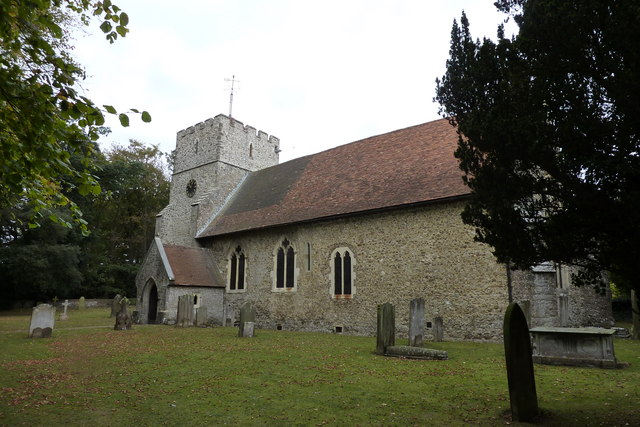
Kerk van St. Mary the Virgin